# Pšiš
Il Pšiš ((in russo  Пшиш?) è un fiume della Russia europea meridionale (Territorio di Krasnodar e Adighezia), affluente di sinistra del Kuban'.
Il fiume nasce dai contrafforti settentrionali del monte Šessi nella catena principale del Caucaso, in seguito all'unione dei due rami sorgentiferi Bol'šoj Pšiš (Grande Pšiš) e Malyj Pšiš (Piccolo Pšiš); scorre con direzione mediamente settentrionale, dapprima in ambiente montuoso, successivamente attraversando la pianura ciscaucasica meridionale. Sfocia nel bacino idrico di Krasnodar. Prima che il bacino fosse riempito, la lunghezza del fiume era di 258 km, mentre attualmente è notevolmente diminuita a causa delle inondazioni del corso inferiore.
Il fiume è soggetto solo sporadicamente al congelamento delle acque nei mesi più freddi; i mesi primaverili sono caratterizzati dalle piene, in cui si possono raggiungere valori di portata d'acqua di 1.000 m³/s.
La maggiore città toccata nel suo corso è Chadyžensk.